# Trofeo Tendicollo Universal 1962
Il Trofeo Tendicollo Universal 1962, quinta edizione della corsa, si svolse il 17 giugno 1962 su un percorso di 86,6 km disputati a cronometro. La vittoria fu appannaggio dell'italiano Ercole Baldini, che completò il percorso in 1h52'52", precedendo il francese Jacques Anquetil ed il connazionale Giacomo Fornoni.
Sul traguardo di Villagrappa 7 ciclisti, su 10 partiti dalla medesima località, portarono a termine la competizione. 3 corridori (tutti italiani) non conclusero la prova: si ritirarono Diego Ronchini e Battista Babini, mentre venne squalificato Arnaldo Pambianco. 

## Ordine d'arrivo (Top 7)
| Pos. | Corridore         | Squadra               | Tempo    |
| ---- | ----------------- | --------------------- | -------- |
| 1    | Ercole Baldini    | Ignis                 | 1h52'52" |
| 2    | Jacques Anquetil  | Saint-Raphaël-Helyett | a 3'06"  |
| 3    | Giacomo Fornoni   | Molteni               | a 5'31"  |
| 4    | Alberto Assirelli | Ignis                 | a 8'30"  |
| 5    | Michel Stolker    | Saint-Raphaël-Helyett | a 8'49"  |
| 6    | Seamus Elliott    | Saint-Raphaël-Helyett | a 9'32"  |
| 7    | Guido Neri        | Torpado               | a 10'17" |